# Witalis Ludwiczak
Witalis Ludwiczak (ur. 20 kwietnia 1910 w Poznaniu, zm. 17 czerwca 1988 tamże)
– polski prawnik, hokeista, olimpijczyk, wioślarz, nauczyciel akademicki i działacz społeczny. Porucznik WP i uczestnik kampanii wrześniowej. Profesor nauk prawnych związany z Uniwersytetem im. Adama Mickiewicza w Poznaniu.

## Rodzina
Rodzice - Ignacy (syn Jana i Salomei Pawela) oraz Konstancja Kurczewska pochodzili z okolic Wrześni, ale przenieśli się do Poznania. Ojciec był krojczym krawieckim, matka zajmowała się domem. Miał czworo rodzeństwa: Rufinę Stellę (1906–2001), Zdobysława, Kazimierę i Bogdana. W 1948 ożenił się z Wiesławą Węgrzynowicz (1919-2002, dr chemii), z którego związku narodziły się córki: Anna (ur. 1949, radca prawny) i Ewa (ur. 1951, dr fizyki). Jego stryjem był działacz społeczny - ks. Antoni Ludwiczak.

## Życiorys

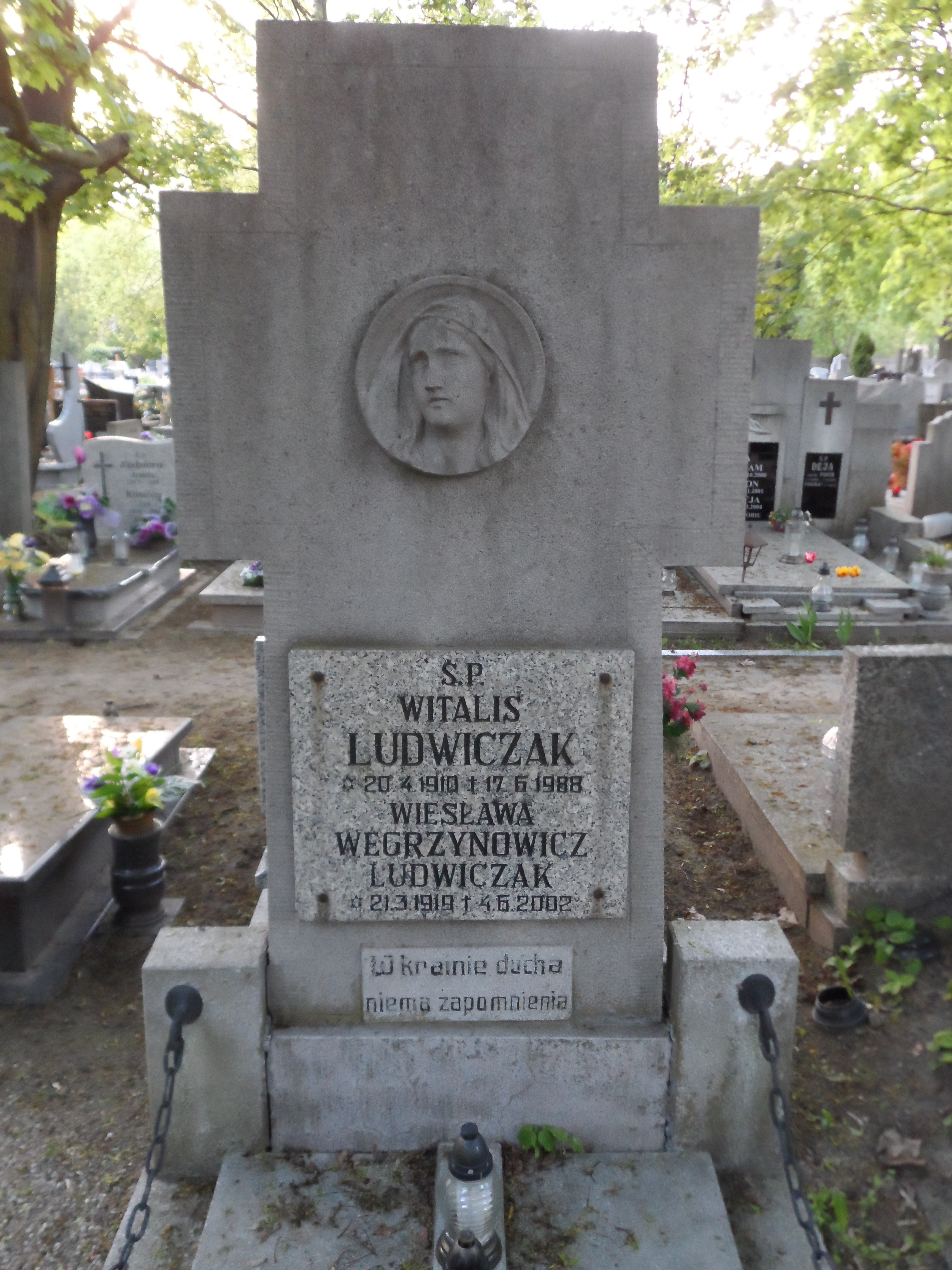
Grób Witalisa Ludwiczaka

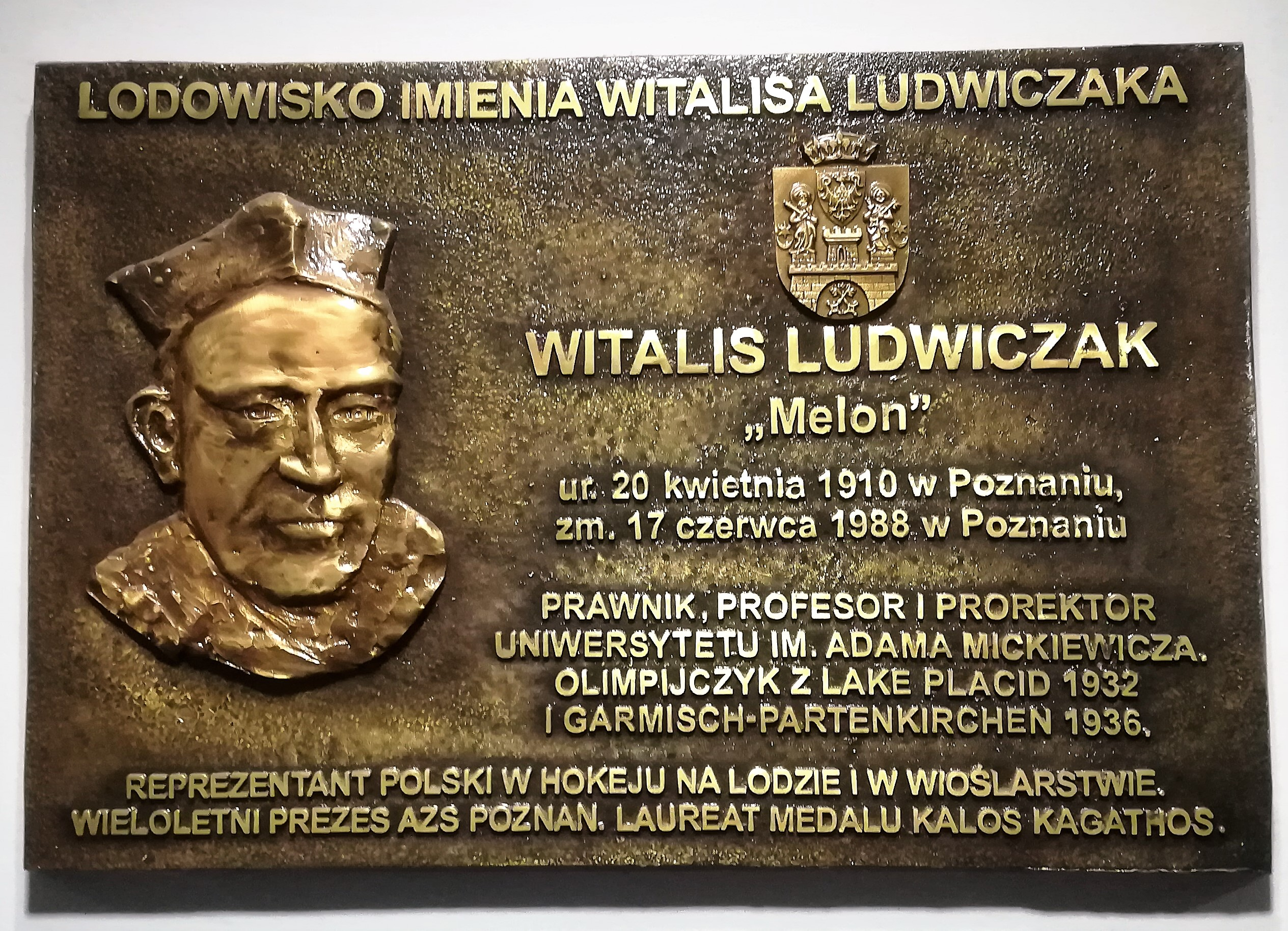
Tablica pamiątkowa na Lodowisku Chwiałka

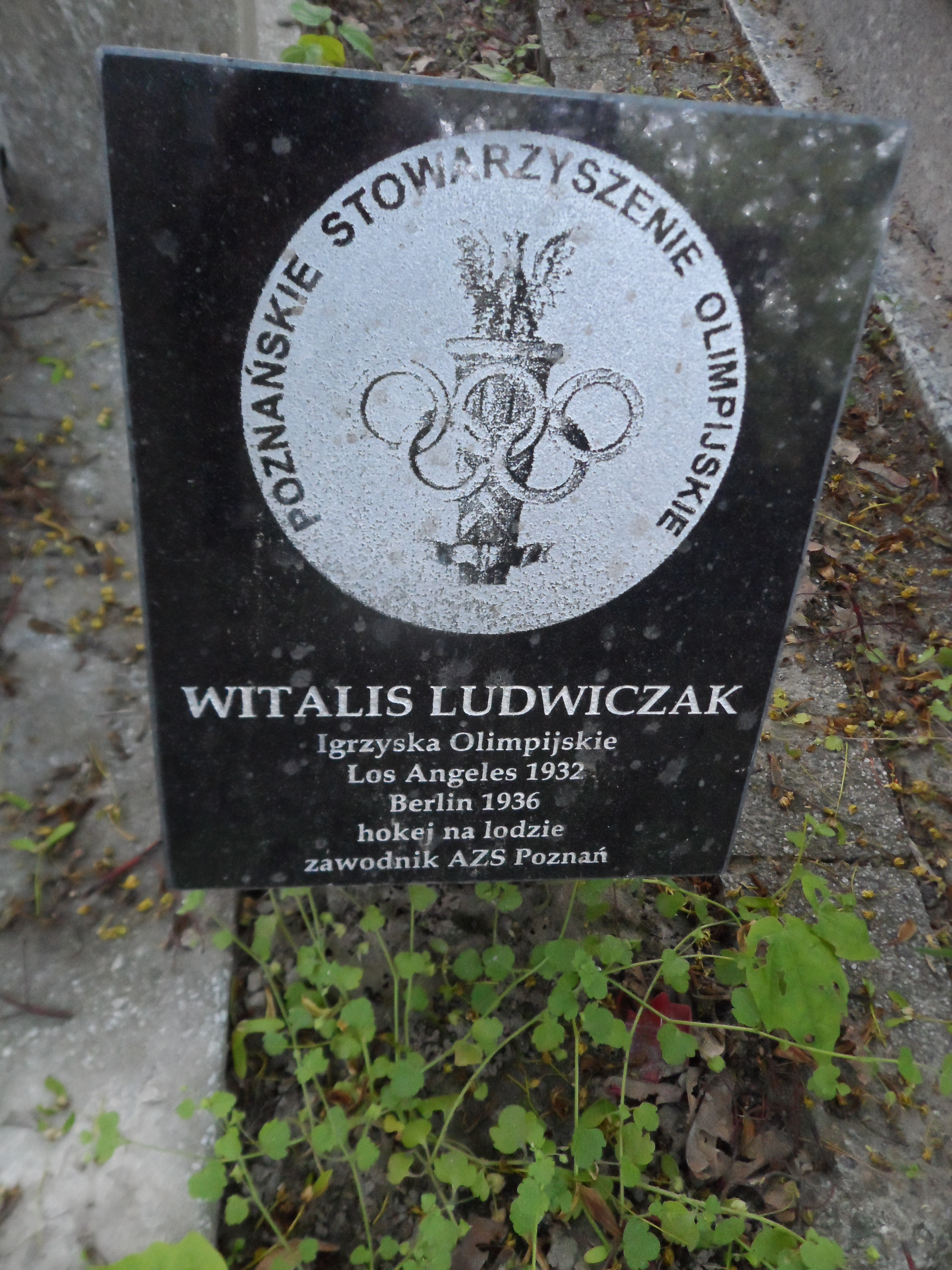
Tabliczka pamiątkowa od Poznańskiego Stowarzyszenia Olimpijskiego ku pamięci Witalisa Ludwiczaka

### Wykształcenie i praca zawodowa
Uczęszczał do Gimnazjum im. św. Marii Magdaleny w Poznaniu (od 1920). W szkole wyróżniał się szczególnie w nauce języków obcych (łacina, greka, francuski). Świadectwo dojrzałości otrzymał w 1929. Od 1930 studiował prawo na Wydziale Prawno-Ekonomicznym Uniwersytetu Poznańskiego. Na czwartym roku odbył służbę wojskową (57 Pułk Piechoty w Biedrusku). W 1935 ukończył studia jako magister praw. W latach 1935–1936 odbył aplikację adwokacką i bez sukcesu starał się o posadę w Sądzie Apelacyjnym w Poznaniu. Stąd od jesieni 1936 rozpoczął pracę w urzędzie miejskim w Katowicach, gdzie szybko awansował. Publikował w „Przeglądzie Sportowym” i „Sporcie Polskim”. Jednocześnie dojeżdżał do Poznania na seminarium z prawa cywilnego u prof. Alfreda Ohanowicza. Jeszcze w 1939 ukończył doktorat (Zlecenie kredytowe - art. 629 k.z.), ale wybuch wojny uniemożliwił sfinalizowanie przewodu doktorskiego.
Po wyzwoleniu z obozu (30 stycznia 1945) udał się do Krakowa, gdzie na UJ został zarejestrowany jako asystent przy Seminarium Cywilistycznym Uniwersytetu Poznańskiego. W maju uzyskał asystenturę na Wydziale Prawno-Ekonomicznym UP. Wiosną 1946 otrzymał tytuł doktora. W 1950 został adiunktem i wtedy zaczął prowadzić wykład (Zarys prawa prywatnego państw anglosaskich). Ze względu na nieuwzględnianie w swej twórczości marksizmu miał problemy z publikacją prac naukowych. Obok obowiązków uczelnianych pełnił również funkcję sędziego, z której zrezygnował na początku lat 50. Przez wiele lat bezskutecznie starał się o przyjęcie do zawodu adwokata, co udało się ostatecznie w 1958 (do 1964).

### Aktywność sportowa
W latach 1921–1924 był bramkarzem w drużynie juniorów „Warty”. Zawodnik klubów: AZS Poznań (od 1925, lekkoatleta i hokeista), Pogoni Katowice i Lechii Poznań. Mistrz Polski z 1934 (trzecie miejsce w 1933).
W reprezentacji rozegrał 47 spotkań strzelając 3 bramki. Olimpijczyk, brał udział w olimpiadzie w Lake Placid (1932) i w Garmisch-Partenkirchen (1936) oraz pięciu turniejach o mistrzostwo świata.
Oprócz hokeja uprawiał także wioślarstwo. W roku 1933 reprezentując Klub Wioślarski z roku 1904 w Poznaniu zdobył tytuł Mistrza Polski w czwórkach bez sternika. W tym samym roku reprezentował Polskę w tej konkurencji na Mistrzostwach Europy w Budapeszcie.
Walczył w Armii „Kraków” w okolicach Stalowej Woli i Tomaszowa Lubelskiego, gdzie dostał się do niewoli. Najpierw przebywał w Oflagu XI A Osterode, a następnie był jeńcem Oflagu II C w Woldenbergu, gdzie przebywał do 1945.
Członek AZS Poznań i jego wieloletni prezes. Odznaczony medalem Kalos Kagathos.
Profesor zwyczajny prawa cywilnego (od 1969) na Uniwersytecie im. Adama Mickiewicza w Poznaniu. Autor ponad 60 prac naukowych.
Zmarł 17 czerwca 1988 w Poznaniu i został pochowany na cmentarzu parafialnym na Górczynie w Poznaniu (kwatera IVP-23-16).

## Upamiętnienie
Od 7 lutego 2014 patron Lodowiska Chwiałka w Poznaniu.